# Amarachi Okoronkwo
Amarachi Grace Okoronkwo (sinh ngày 12 tháng 12 năm 1992) là một nữ cầu thủ bóng đá người Nigeria. Cô hiện đang chơi bóng cho đội Nasarawa Amazons đang tham gia Giải vô địch bóng đá nữ Nigeria và đội tuyển bóng đá nữ quốc gia Nigeria. Trước đây cô từng chơi cho đội Kokkola F10 tại giải Naisten Liiga của Phần Lan.

## Sự nghiệp

### Sự nghiệp cấp Câu lạc bộ
Với vai trò dẫn dắt Nasarawa Amazons giành chức vô địch Giải vô địch nữ Nigeria 2017, Okoronkwo là một trong bốn cầu thủ được đề cử cho danh hiệu Cầu thủ xuất sắc nhất giải đấu của năm, nhưng cô không đạt được danh hiệu. Danh hiệu này sau này được trao cho Rasheedat Ajibade. Vào tháng 5 năm 2018, cô được đề cử là cầu thủ hay nhất Giải vô địch bóng đá nữ Nigeria 2017 bởi Giải thưởng sân bóng Nigeria, nhưng cuối cùng tiếp tục để danh hiệu này vào tay Ajibade.

### Sự nghiệp cấp quốc gia, Quốc tế
Okoronkwo là một trong các cầu thủ đại diện cho Nigeria tham gia Giải vô địch nữ châu Phi 2010. Cô được triệu tập với mục đích thi đấu một trận giao hữu với Đức khi chuẩn bị cho Nigeria tham dự World Cup FIFA Bóng đá nữ.
Năm 2018, Okoronkwo là cầu thủ nổi bật của đội tuyển Nigeria trong quá trình đội tuyển thi đấu tại Cup Bóng đá nữ WAFU 2018, nơi đội tuyển giành huy chương đồng. Cô cũng góp mặt trong đội tuyển bóng đá quốc gia nữ Nigeria tham gia Cúp bóng đá nữ châu Phi 2018 và giành chiến thắng trong giải đấu này với đồng đội.